# 斯韋圖爾卡島
62°20′49.7″S 59°40′45.8″W / 62.347139°S 59.679389°W
斯韋圖爾卡島是南極洲的島嶼，位於羅伯特島西北面，屬於南設得蘭群島的一部分，處於什波特角西北面0.52公里、康沃爾島東南面1.3公里和羅戈曾島東南面1.74公里，以保加利亞南部鄉鎮命名。

## 外部連結
- Bulgarian Antarctic Gazetteer. （页面存档备份，存于） Antarctic Place-names Commission. (details in Bulgarian, basic data （页面存档备份，存于） in English)